# NGC 7774
NGC 7774 (другие обозначения — PGC 72679, UGC 12819, MCG 2-60-22, ZWG 432.37, KCPG 594A) — эллиптическая галактика (E) в созвездии Пегас.
Этот объект входит в число перечисленных в оригинальной редакции «Нового общего каталога».